# Lista de prêmios e indicações recebidos por Gisaengchung
GisaengchungRR(hangul: 기생충; hanja: 寄生蟲; bra: Parasita; prt: Parasitas) é um longa-metragem sul-coreano lançado em 2019 pertencente aos gêneros de suspense e humor ácido dirigido por Bong Joon-ho e co-escrito por Bong e Han Jin-won. O elenco principal é composto pelos atores Song Kang-ho, Lee Sun-kyun, Choi Woo-shik e pelas atrizes Cho Yeo-jeong, Park So-dam e Jang Hye-jin.
Vencedor da Palma de Ouro no Festival de Cinema de Cannes de 2019, tornou-se o primeiro filme coreano a receber o prêmio, bem como o primeiro a atingir o feito após uma votação unânime desde La vie d'Adèle - Chapitres 1 & 2 em 2013. O longa ainda foi o escolhido para representar a Coréia do Sul na categoria de Melhor Filme Internacional, sendo também indicado na 92.ª edição do prêmio concedido pela Academia de Artes e Ciências Cinematográficas, comumente apelidado de Oscar, no ano de 2019; segunda vez em que uma obra do diretor foi selecionado como representante sul-coreano na categoria após Madeo de 2009, naquele ano, todavia, não houve a indicação nem a cerimônia e nem a lista preliminar em que 15 representantes são escolhidos antes da filtragem dos 5 indicados a categoria.
Parasita estreou no 72.ª Festival de Cinema de Cannes em 21 de maio de 2019, foi distribuído na Coreia do Sul pela CJ Entertainment em 30 de maio de 2019 e no resto do mundo pela Neon no final daquele mesmo ano. O filme teve um lançamento limitado em 11 de outubro de 2019 em Los Angeles e na cidade de Nova Iorque, antes de expandir-se a mais salas a partir de 18 de outubro. No Brasil, estreou em 7 de Novembro de 2019. O longa arrecadou US$257 milhões em todo o mundo, incluindo US$53,3 milhões nos Estados Unidos e Canadá, tornando-se o lançamento de maior bilheteria de Bong; é atualmente o décimo nono filme doméstico de maior bilheteria na história da Coreia do Sul. Nos cinemas brasileiros, o total arrecadado chegou a US$3,496,929. O Rotten Tomatoes, agregador de críticas e avalições cinematográficas em 467 resenhas feitas acerca do filme, julgou que 99% eram positivas, trazendo como consenso da crítica o seguinte: "Um olhar urgente e brilhante sobre temas sociais oportunos, Parasita encontra o diretor e roteirista Bong Joon Ho no comando quase total de seu ofício."
Diversas aclamações da crítica foram realizadas com elogios destacando o roteiro e direção, montagem e valores de produção de Bong, bem como às atuações dos atores, especialmente Song. Entre seus inúmeros prêmios, Parasita venceu na 92.ª cerimônia do Oscar, quatro prêmios: Melhor Filme, Melhor Diretor, Melhor Roteiro Original e Melhor Longa-Metragem Internacional, tornando-se o primeiro filme sul-coreano a receber o reconhecimento da Academia, bem como o primeiro filme em língua não inglesa a vencer o prêmio de Melhor Filme.
No 77.ª Globo de Ouro, o filme teve três indicações, vencendo o de Melhor Filme Estrangeiro. No 73.ª British Academy Film Awards (BAFTA), recebeu quatro indicações, incluindo Melhor Filme e Melhor Direção e venceu Melhor Roteiro Original e Melhor Filme em língua não inglesa. No Screen Actors Guild Awards, tornou-se o primeiro filme em língua não inglesa a vencer por Melhor Performance de Elenco em um filme. Além disso, adentrou a lista de melhores do ano de diversos críticos de cinema pertencentes a vários jornais, revistas, sites e portais.

## Prêmios e Indicações
| Prêmios                                         | Data                    | Categoria                                                          | Destinatários e Candidatos | Resultado  | Ref.            |
| ----------------------------------------------- | ----------------------- | ------------------------------------------------------------------ | --- | ---------- | --------------- |
| AACTA Awards                                    | 4 de Dezembro de 2019   | Melhor Filme Asiático                                              | Bong Joon-ho | Venceu     | [ 18 ]          |
| AACTA Awards                                    | 3 de Janeiro de 2020    | Melhor Filme Internacional                                         | Kwak Sin-ae e Bong Joon-ho | Venceu     | [ 19 ]          |
| AACTA Awards                                    | 3 de Janeiro de 2020    | Melhor Direção Internacional                                       | Bong Joon-ho | Indicado   | [ 19 ]          |
| AACTA Awards                                    | 3 de Janeiro de 2020    | Melhor Ator Coadjuvante Internacional                              | Song Kang-ho | Indicado   | [ 19 ]          |
| AACTA Awards                                    | 3 de Janeiro de 2020    | Melhor Roteiro Internacional                                       | Bong Joon-ho e Han Jin-won | Indicado   | [ 19 ]          |
| AARP's Movies for Grownups Awards               | 11 de Janeiro de 2020   | Melhor Filme Intergeracional                                       | Parasita | Indicado   | [ 20 ] [ 21 ]   |
| AARP's Movies for Grownups Awards               | 11 de Janeiro de 2020   | Melhor Filme Estrangeiro                                           | Parasita | Indicado   | [ 20 ] [ 21 ]   |
| Oscar (Academy Awards)                          | 9 de Fevereiro de 2020  | Melhor Filme                                                       | Kwak Sin-ae e Bong Joon-ho | Venceu     | [ 22 ] [ 23 ]   |
| Oscar (Academy Awards)                          | 9 de Fevereiro de 2020  | Melhor Diretor                                                     | Bong Joon-ho | Venceu     | [ 22 ] [ 23 ]   |
| Oscar (Academy Awards)                          | 9 de Fevereiro de 2020  | Melhor Roteiro Original                                            | Bong Joon-ho e Han Jin-won | Venceu     | [ 22 ] [ 23 ]   |
| Oscar (Academy Awards)                          | 9 de Fevereiro de 2020  | Melhor Longa-Metragem Internacional                                | Coreia do Sul | Venceu     | [ 22 ] [ 23 ]   |
| Oscar (Academy Awards)                          | 9 de Fevereiro de 2020  | Melhor Montagem                                                    | Yang Jin-mo | Indicado   | [ 22 ] [ 23 ]   |
| Oscar (Academy Awards)                          | 9 de Fevereiro de 2020  | Melhor Direção de Arte                                             | Lee Ha-jun e Cho Won-woo | Indicado   | [ 22 ] [ 23 ]   |
| African-American Film Critics Association       | 10 de Dezembro de 2019  | Top10 Filmes                                                       | Parasita | 8º Lugar   | [ 24 ]          |
| African-American Film Critics Association       | 10 de Dezembro de 2019  | Melhor Roteiro                                                     | Bong Joon-ho e Han Jin-won | Venceu     | [ 24 ]          |
| African-American Film Critics Association       | 10 de Dezembro de 2019  | Melhor Filme Estrangeiro                                           | Parasita | Venceu     | [ 24 ]          |
| Alliance of Women Film Journalists              | 10 de Janeiro de 2020   | Melhor Filme                                                       | Parasita | Venceu     | [ 25 ] [ 26 ]   |
| Alliance of Women Film Journalists              | 10 de Janeiro de 2020   | Melhor Diretor                                                     | Bong Joon-ho | Venceu     | [ 25 ] [ 26 ]   |
| Alliance of Women Film Journalists              | 10 de Janeiro de 2020   | Melhor Roteiro Original                                            | Bong Joon-ho e Han Jin-won | Venceu     | [ 25 ] [ 26 ]   |
| Alliance of Women Film Journalists              | 10 de Janeiro de 2020   | Melhor Elenco                                                      | Parasita | Indicado   | [ 25 ] [ 26 ]   |
| Alliance of Women Film Journalists              | 10 de Janeiro de 2020   | Melhor Montagem                                                    | Yang Jin-mo | Indicado   | [ 25 ] [ 26 ]   |
| Alliance of Women Film Journalists              | 10 de Janeiro de 2020   | Melhor Filme em Língua Não Inglesa                                 | Parasita | Venceu     | [ 25 ] [ 26 ]   |
| Amanda Awards                                   | 14 de Agosto de 2020    | Melhor Longa-Metragem Estrangeira                                  | Parasita | Indicado   | [ 27 ]          |
| American Cinema Editors                         | 17 de Janeiro de 2020   | Melhor Montagem em Longa-Metragem Dramático                        | Yang Jin-mo | Venceu     | [ 28 ]          |
| American Film Institute Awards                  | 3 de Janeiro de 2020    | Prêmio Especial da AFI                                             | Parasita | Venceu     | [ 29 ]          |
| Art Directors Guild Awards                      | 1 de Fevereiro de 2020  | Excelência em Direção de Arte para um Longa-Metragem Contemporâneo | Lee Ha-jun | Venceu     | [ 30 ] [ 31 ]   |
| Asia Pacific Screen Awards                      | 21 de Novembro de 2019  | Melhor Longa-Metragem                                              | Kwak Sin-ae e Bong Joon-ho | Venceu     | [ 32 ]          |
| Asian Film Awards                               | 28 de Outubro de 2020   | Melhor Filme                                                       | Kwak Sin-ae e Bong Joon-ho | Venceu     | [ 33 ]          |
| Asian Film Awards                               | 28 de Outubro de 2020   | Melhor Diretor                                                     | Bong Joon-ho | Indicado   | [ 33 ]          |
| Asian Film Awards                               | 28 de Outubro de 2020   | Melhor Ator Coadjuvante                                            | Choi Woo-shik | Indicado   | [ 33 ]          |
| Asian Film Awards                               | 28 de Outubro de 2020   | Melhor Atriz Coadjuvante                                           | Lee Jung-eun | Indicado   | [ 33 ]          |
| Asian Film Awards                               | 28 de Outubro de 2020   | Melhor Roteiro                                                     | Bong Joon-ho e Han Jin-won | Venceu     | [ 33 ]          |
| Asian Film Awards                               | 28 de Outubro de 2020   | Melhor Montagem                                                    | Yang Jin-mo | Venceu     | [ 33 ]          |
| Asian Film Awards                               | 28 de Outubro de 2020   | Melhor Trilha Sonora Original                                      | Jung Jae-il | Indicado   | [ 33 ]          |
| Asian Film Awards                               | 28 de Outubro de 2020   | Melhor Direção de Arte                                             | Lee Ha-jun | Venceu     | [ 33 ]          |
| Asian Film Awards                               | 28 de Outubro de 2020   | Melhor Som                                                         | Choi Tae-young | Indicado   | [ 33 ]          |
| Asian Film Awards                               | 28 de Outubro de 2020   | Melhores Efeitos Visuais                                           | Hong Jeong-ho | Indicado   | [ 33 ]          |
| Atlanta Film Critics Circle                     | 2 de Dezembro de 2019   | Top 10 Films                                                       | Parasita | Venceu     | [ 34 ]          |
| Atlanta Film Critics Circle                     | 2 de Dezembro de 2019   | Melhor Diretor                                                     | Bong Joon-ho | Venceu     | [ 34 ]          |
| Atlanta Film Critics Circle                     | 2 de Dezembro de 2019   | Melhor Roteiro                                                     | Bong Joon-ho e Han Jin-won | Venceu     | [ 34 ]          |
| Atlanta Film Critics Circle                     | 2 de Dezembro de 2019   | Melhor Filme em Língua Estrangeira                                 | Parasita | Venceu     | [ 34 ]          |
| Austin Film Critics Association                 | 6 de Janeiro de 2020    | Top10 Filmes da Década                                             | Parasita | 7º Lugar   | [ 35 ] [ 36 ]   |
| Austin Film Critics Association                 | 6 de Janeiro de 2020    | Top10 Filmes do Ano                                                | Parasita | 1º Posição | [ 35 ] [ 36 ]   |
| Austin Film Critics Association                 | 6 de Janeiro de 2020    | Melhor Filme                                                       | Parasita | Venceu     | [ 35 ] [ 36 ]   |
| Austin Film Critics Association                 | 6 de Janeiro de 2020    | Melhor Diretor                                                     | Bong Joon-ho | Venceu     | [ 35 ] [ 36 ]   |
| Austin Film Critics Association                 | 6 de Janeiro de 2020    | Melhor Ator Coadjuvante                                            | Song Kang-ho | Indicado   | [ 35 ] [ 36 ]   |
| Austin Film Critics Association                 | 6 de Janeiro de 2020    | Melhor Elenco                                                      | Parasita | Indicado   | [ 35 ] [ 36 ]   |
| Austin Film Critics Association                 | 6 de Janeiro de 2020    | Melhor Roteiro Original                                            | Bong Joon-ho e Han Jin-won | Venceu     | [ 35 ] [ 36 ]   |
| Austin Film Critics Association                 | 6 de Janeiro de 2020    | Melhor Cinematografia                                              | Hong Kyung-pyo | Indicado   | [ 35 ] [ 36 ]   |
| Austin Film Critics Association                 | 6 de Janeiro de 2020    | Melhor Montagem                                                    | Yang Jin-mo | Indicado   | [ 35 ] [ 36 ]   |
| Austin Film Critics Association                 | 6 de Janeiro de 2020    | Melhor Filme em Língua Estrangeira                                 | Parasita | Venceu     | [ 35 ] [ 36 ]   |
| Australian Film Critics Association             | 7 de Fevereiro de 2020  | Melhor Filme Internacional (Língua Estrangeira)                    | Parasita | Venceu     | [ 37 ]          |
| Beung Film Festival                             | 22 de Novembro de 2019  | Filmes Importados Honrosos                                         | Parasita | Venceu     | [ 38 ]          |
| Belgian Cinematographic Press Union             | 30 de Janeiro de 2020   | Grand Prix                                                         | Bong Joon-ho | Venceu     | [ 39 ] [ 40 ]   |
| Belgian Film Critics Association                | 4 de Janeiro de 2020    | Grand Prix                                                         | Parasita | Indicado   | [ 41 ]          |
| Baeksang Arts Awards                            | 5 Junho 2020            | Grande Prêmio (Daesang)                                            | Bong Joon-ho | Venceu     | [ 42 ] [ 43 ]   |
| Baeksang Arts Awards                            | 5 Junho 2020            | Grande Prêmio (Daesang)                                            | Parasita | Indicado   | [ 42 ] [ 43 ]   |
| Baeksang Arts Awards                            | 5 Junho 2020            | Melhor Filme                                                       | Parasita | Venceu     | [ 42 ] [ 43 ]   |
| Baeksang Arts Awards                            | 5 Junho 2020            | Melhor Diretor                                                     | Bong Joon-ho | Indicado   | [ 42 ] [ 43 ]   |
| Baeksang Arts Awards                            | 5 Junho 2020            | Melhor Ator                                                        | Song Kang-ho | Indicado   | [ 42 ] [ 43 ]   |
| Baeksang Arts Awards                            | 5 Junho 2020            | Melhor Atriz                                                       | Cho Yeo-jeong | Indicado   | [ 42 ] [ 43 ]   |
| Baeksang Arts Awards                            | 5 Junho 2020            | Melhor Ator Coadjuvante                                            | Park Myung-hoon | Indicado   | [ 42 ] [ 43 ]   |
| Baeksang Arts Awards                            | 5 Junho 2020            | Melhor Atriz Coadjuvante                                           | Lee Jung-eun | Indicado   | [ 42 ] [ 43 ]   |
| Baeksang Arts Awards                            | 5 Junho 2020            | Melhor Atriz Coadjuvante                                           | Park So-dam | Indicado   | [ 42 ] [ 43 ]   |
| Baeksang Arts Awards                            | 5 Junho 2020            | Melhor Ator Revelação                                              | Park Myung-hoon | Venceu     | [ 42 ] [ 43 ]   |
| Baeksang Arts Awards                            | 5 Junho 2020            | Melhor Atriz Revelação                                             | Jang Hye-jin | Indicado   | [ 42 ] [ 43 ]   |
| Baeksang Arts Awards                            | 5 Junho 2020            | Melhor Roteiro                                                     | Bong Joon-ho e Han Jin-won | Indicado   | [ 42 ] [ 43 ]   |
| Baeksang Arts Awards                            | 5 Junho 2020            | Prêmio Técnico                                                     | Hong Kyung-pyo | Indicado   | [ 42 ] [ 43 ]   |
| Baeksang Arts Awards                            | 5 Junho 2020            | Prêmio Técnico                                                     | Lee Ha-jun | Indicado   | [ 42 ] [ 43 ]   |
| BFE Cut Above Awards                            | 5 de Março de 2021      | Melhor Montagem Individual em Drama                                | Yang Jin-mo | Venceu     | [ 44 ]          |
| Black Film Critics Circle Awards                | 19 de Dezembro de 2019  | Melhor Filme                                                       | Parasita | Indicado   | [ 45 ]          |
| Black Film Critics Circle Awards                | 19 de Dezembro de 2019  | Melhor Filme Estrangeiro                                           | Parasita | Venceu     | [ 45 ]          |
| Blue Dragon Film Awards                         | 21 de Novembro de 2019  | Melhor Filme                                                       | Parasita | Venceu     | [ 46 ]          |
| Blue Dragon Film Awards                         | 21 de Novembro de 2019  | Melhor Diretor                                                     | Bong Joon-ho | Venceu     | [ 46 ]          |
| Blue Dragon Film Awards                         | 21 de Novembro de 2019  | Melhor Ator                                                        | Song Kang-ho | Indicado   | [ 46 ]          |
| Blue Dragon Film Awards                         | 21 de Novembro de 2019  | Melhor Atriz                                                       | Cho Yeo-jeong | Venceu     | [ 46 ]          |
| Blue Dragon Film Awards                         | 21 de Novembro de 2019  | Melhor Ator Coadjuvante                                            | Park Myung-hoon | Indicado   | [ 46 ]          |
| Blue Dragon Film Awards                         | 21 de Novembro de 2019  | Melhor Atriz Coadjuvante                                           | Lee Jung-eun | Venceu     | [ 46 ]          |
| Blue Dragon Film Awards                         | 21 de Novembro de 2019  | Melhor Atriz Coadjuvante                                           | Park So-dam | Indicado   | [ 46 ]          |
| Blue Dragon Film Awards                         | 21 de Novembro de 2019  | Melhor Roteiro                                                     | Bong Joon-ho e Han Jin-won | Indicado   | [ 46 ]          |
| Blue Dragon Film Awards                         | 21 de Novembro de 2019  | Melhor Cinematografia e Iluminação                                 | Hong Kyung-pyo, Kim Chang-ho | Indicado   | [ 46 ]          |
| Blue Dragon Film Awards                         | 21 de Novembro de 2019  | Melhor Montagem                                                    | Yang Jin-mo | Indicado   | [ 46 ]          |
| Blue Dragon Film Awards                         | 21 de Novembro de 2019  | Melhor Trilha Sonora Original                                      | Jung Jae-il | Indicado   | [ 46 ]          |
| Blue Dragon Film Awards                         | 21 de Novembro de 2019  | Melhor Direção de Arte                                             | Lee Ha-jun | Venceu     | [ 46 ]          |
| Blue Ribbon Awards                              | 24 de Fevereiro de 2021 | Melhor Filme Estrangeiro                                           | Parasita | Venceu     | [ 47 ]          |
| Bodil Awards                                    | 29 de Fevereiro de 2020 | Melhor Filme Não Estadunidense                                     | Parasita | Venceu     | [ 48 ] [ 49 ]   |
| Boston Online Film Critics Association          | 14 de Dezembro de 2019  | Melhor Filme                                                       | Parasita | Venceu     | [ 50 ] [ 51 ]   |
| Boston Online Film Critics Association          | 14 de Dezembro de 2019  | Melhor Diretor                                                     | Bong Joon-ho | Venceu     | [ 50 ] [ 51 ]   |
| Boston Online Film Critics Association          | 14 de Dezembro de 2019  | Melhor Filme em Língua Estrangeira                                 | Parasita | Venceu     | [ 50 ] [ 51 ]   |
| Boston Online Film Critics Association          | 14 de Dezembro de 2019  | Top10 Filmes do Ano                                                | Parasita | Venceu     | [ 50 ] [ 51 ]   |
| Boston Society of Film Critics                  | 15 de Dezembro de 2019  | Melhor Diretor                                                     | Bong Joon-ho | Venceu     | [ 52 ] [ 53 ]   |
| Boston Society of Film Critics                  | 15 de Dezembro de 2019  | Melhor Filme em Língua Estrangeira                                 | Parasita | Venceu     | [ 52 ] [ 53 ]   |
| Boston Society of Film Critics                  | 15 de Dezembro de 2019  | Melhor Elenco                                                      | Parasita | 2º Lugar   | [ 52 ] [ 53 ]   |
| British Academy Film Awards                     | 2 de Fevereiro de 2020  | Melhor Filme                                                       | Kwak Sin-ae e Bong Joon-ho | Indicado   | [ 54 ] [ 55 ]   |
| British Academy Film Awards                     | 2 de Fevereiro de 2020  | Melhor Diretor                                                     | Bong Joon-ho | Indicado   | [ 54 ] [ 55 ]   |
| British Academy Film Awards                     | 2 de Fevereiro de 2020  | Melhor Roteiro Original                                            | Bong Joon-ho e Han Jin-won | Venceu     | [ 54 ] [ 55 ]   |
| British Academy Film Awards                     | 2 de Fevereiro de 2020  | Melhor Filme em língua não inglesa                                 | Bong Joon-ho | Venceu     | [ 54 ] [ 55 ]   |
| British Independent Film Awards                 | 1 de Dezembro de 2019   | Melhor Filme Internacional Independente                            | Parasita | Venceu     | [ 56 ]          |
| Buil Film Awards                                | 4 de Outubro de 2019    | Melhor Filme                                                       | Parasita | Venceu     | [ 57 ] [ 58 ]   |
| Buil Film Awards                                | 4 de Outubro de 2019    | Melhor Diretor                                                     | Bong Joon-ho | Indicado   | [ 57 ] [ 58 ]   |
| Buil Film Awards                                | 4 de Outubro de 2019    | Melhor Ator                                                        | Choi Woo-shik | Indicado   | [ 57 ] [ 58 ]   |
| Buil Film Awards                                | 4 de Outubro de 2019    | Melhor Atriz                                                       | Cho Yeo-jeong | Indicado   | [ 57 ] [ 58 ]   |
| Buil Film Awards                                | 4 de Outubro de 2019    | Melhor Ator Coadjuvante                                            | Park Myung-hoon | Venceu     | [ 57 ] [ 58 ]   |
| Buil Film Awards                                | 4 de Outubro de 2019    | Melhor Atriz Coadjuvante                                           | Lee Jung-eun | Venceu     | [ 57 ] [ 58 ]   |
| Buil Film Awards                                | 4 de Outubro de 2019    | Melhor Atriz Coadjuvante                                           | Jang Hye-jin | Indicado   | [ 57 ] [ 58 ]   |
| Buil Film Awards                                | 4 de Outubro de 2019    | Melhor Roteiro                                                     | Bong Joon-ho e Han Jin-won | Venceu     | [ 57 ] [ 58 ]   |
| Buil Film Awards                                | 4 de Outubro de 2019    | Melhor Cinematografia                                              | Hong Kyung-pyo | Venceu     | [ 57 ] [ 58 ]   |
| Buil Film Awards                                | 4 de Outubro de 2019    | Melhor Trilha Sonora Original                                      | Jung Jae-il | Venceu     | [ 57 ] [ 58 ]   |
| Buil Film Awards                                | 4 de Outubro de 2019    | Melhor Direção de Arte                                             | Lee Ha-jun | Indicado   | [ 57 ] [ 58 ]   |
| Busan Film Critics Awards                       | 26 de Novembro de 2019  | Melhor Atriz                                                       | Lee Jung-eun | Venceu     | [ 59 ]          |
| Cahiers du Cinéma                               | 6 de Janeiro de 2020    | Lista Top10                                                        | Parasita | 2º Lugar   | [ 60 ]          |
| Calgary International Film Festival             | 3 de Outubro de 2019    | Prêmio Filme Favorito dos fãs                                      | Parasita | Venceu     | [ 61 ]          |
| Cannes Film Festival                            | 25 de Maio de 2019      | Palme d'Or                                                         | Bong Joon-ho | Venceu     | [ 62 ] [ 63 ]   |
| César Awards                                    | 28 de Fevereiro de 2020 | Melhor Filme Estrangeiro                                           | Parasita | Venceu     | [ 64 ] [ 65 ]   |
| Chicago Film Critics Association                | 14 de Dezembro de 2019  | Melhor Filme                                                       | Parasita | Venceu     | [ 66 ] [ 67 ]   |
| Chicago Film Critics Association                | 14 de Dezembro de 2019  | Melhor Diretor                                                     | Bong Joon-ho | Venceu     | [ 66 ] [ 67 ]   |
| Chicago Film Critics Association                | 14 de Dezembro de 2019  | Melhor Atriz Coadjuvante                                           | Cho Yeo-jeong | Indicado   | [ 66 ] [ 67 ]   |
| Chicago Film Critics Association                | 14 de Dezembro de 2019  | Melhor Roteiro Original                                            | Bong Joon-ho e Han Jin-won | Venceu     | [ 66 ] [ 67 ]   |
| Chicago Film Critics Association                | 14 de Dezembro de 2019  | Melhor Direção de Arte                                             | Lee Ha-jun | Indicado   | [ 66 ] [ 67 ]   |
| Chicago Film Critics Association                | 14 de Dezembro de 2019  | Melhor Cinematografia                                              | Hong Kyung-pyo | Indicado   | [ 66 ] [ 67 ]   |
| Chicago Film Critics Association                | 14 de Dezembro de 2019  | Melhor Filme Estrangeiro                                           | Parasita | Venceu     | [ 66 ] [ 67 ]   |
| Chlotrudis Awards                               | 25 de Março de 2020     | Melhor Filme                                                       | Parasita | Venceu     | [ 68 ]          |
| Chlotrudis Awards                               | 25 de Março de 2020     | Melhor Diretor                                                     | Bong Joon-ho | Venceu     | [ 68 ]          |
| Chlotrudis Awards                               | 25 de Março de 2020     | Desempenho de um Elenco                                            | Parasita | Venceu     | [ 68 ]          |
| Chlotrudis Awards                               | 25 de Março de 2020     | Melhor Roteiro Original                                            | Bong Joon-ho e Han Jin-won | Venceu     | [ 68 ]          |
| Chlotrudis Awards                               | 25 de Março de 2020     | Melhor Montagem                                                    | Yang Jin-mo | Indicado   | [ 68 ]          |
| Chlotrudis Awards                               | 25 de Março de 2020     | Melhor Direção de Arte                                             | Lee Ha-jun | Indicado   | [ 68 ]          |
| Chunsa Film Art Awards                          | 18 July 2019            | Melhor Diretor                                                     | Bong Joon-ho | Venceu     | [ 69 ] [ 70 ]   |
| Chunsa Film Art Awards                          | 18 July 2019            | Melhor Ator                                                        | Choi Woo-shik | Indicado   | [ 69 ] [ 70 ]   |
| Chunsa Film Art Awards                          | 18 July 2019            | Melhor Ator                                                        | Song Kang-ho | Indicado   | [ 69 ] [ 70 ]   |
| Chunsa Film Art Awards                          | 18 July 2019            | Melhor Atriz                                                       | Cho Yeo-jeong | Venceu     | [ 69 ] [ 70 ]   |
| Chunsa Film Art Awards                          | 18 July 2019            | Melhor Ator Coadjuvante                                            | Park Myung-hoon | Indicado   | [ 69 ] [ 70 ]   |
| Chunsa Film Art Awards                          | 18 July 2019            | Melhor Atriz Coadjuvante                                           | Lee Jung-eun | Venceu     | [ 69 ] [ 70 ]   |
| Chunsa Film Art Awards                          | 18 July 2019            | Melhor Roteiro                                                     | Bong Joon-ho e Han Jin-won | Venceu     | [ 69 ] [ 70 ]   |
| Chunsa Film Art Awards                          | 19 Junho 2020           | Prêmio White Crane                                                 | Bong Joon-ho | Venceu     | [ 71 ]          |
| Cine 21 Awards                                  | 24 de Dezembro de 2019  | Melhor Filme do Ano                                                | Parasita | Venceu     | [ 72 ]          |
| Cine 21 Awards                                  | 24 de Dezembro de 2019  | Melhor Diretor do Ano                                              | Bong Joon-ho | Venceu     | [ 72 ]          |
| Cine 21 Awards                                  | 24 de Dezembro de 2019  | Melhor Ator do Ano                                                 | Song Kang-ho | Venceu     | [ 72 ]          |
| Cine 21 Awards                                  | 24 de Dezembro de 2019  | Melhor Atriz do Ano                                                | Lee Jung-eun | Venceu     | [ 72 ]          |
| Cine 21 Awards                                  | 24 de Dezembro de 2019  | Melhor Roteiro do Ano                                              | Bong Joon-ho e Han Jin-won | Venceu     | [ 72 ]          |
| Cine 21 Awards                                  | 24 de Dezembro de 2019  | Melhor Diretor de Fotografia do Ano                                | Hong Kyung-pyo | Venceu     | [ 72 ]          |
| Cinema Writers Circle Awards                    | 20 de Janeiro de 2020   | Melhor Filme Estrangeiro                                           | Parasita | Venceu     | [ 73 ] [ 74 ]   |
| Clio Awards                                     | 21 de Novembro de 2019  | Teatral: trailers                                                  | Parasita | Indicado   | [ 75 ]          |
| Columbus Film Critics Association Awards        | 2 de Janeiro de 2020    | Melhor Filme                                                       | Parasita | Venceu     | [ 76 ]          |
| Columbus Film Critics Association Awards        | 2 de Janeiro de 2020    | Melhor Filme Estrangeiro                                           | Parasita | Venceu     | [ 76 ]          |
| Columbus Film Critics Association Awards        | 2 de Janeiro de 2020    | Melhor Diretor                                                     | Bong Joon-ho | Venceu     | [ 76 ]          |
| Columbus Film Critics Association Awards        | 2 de Janeiro de 2020    | Melhor Roteiro Original                                            | Bong Joon-ho e Han Jin-won | Venceu     | [ 76 ]          |
| Columbus Film Critics Association Awards        | 2 de Janeiro de 2020    | Melhor Cinematografia                                              | Hong Kyung-pyo | Indicado   | [ 76 ]          |
| Columbus Film Critics Association Awards        | 2 de Janeiro de 2020    | Melhor Montagem                                                    | Yang Jin-mo | Indicado   | [ 76 ]          |
| Columbus Film Critics Association Awards        | 2 de Janeiro de 2020    | Melhor Elenco                                                      | Parasita | 2º Lugar   | [ 76 ]          |
| Crested Butte Film Festival                     | 29 de Setembro de 2019  | Melhor Filme Narrativo                                             | Parasita | Venceu     | [ 77 ]          |
| Critics' Choice Movie Awards                    | 12 de Janeiro de 2020   | Melhor Filme                                                       | Parasita | Indicado   | [ 78 ] [ 79 ]   |
| Critics' Choice Movie Awards                    | 12 de Janeiro de 2020   | Melhor Diretor                                                     | Bong Joon-ho | Venceu     | [ 78 ] [ 79 ]   |
| Critics' Choice Movie Awards                    | 12 de Janeiro de 2020   | Melhor Elenco                                                      | Parasita | Indicado   | [ 78 ] [ 79 ]   |
| Critics' Choice Movie Awards                    | 12 de Janeiro de 2020   | Melhor Roteiro Original                                            | Bong Joon-ho e Han Jin-won | Indicado   | [ 78 ] [ 79 ]   |
| Critics' Choice Movie Awards                    | 12 de Janeiro de 2020   | Melhor Direção de Arte                                             | Lee Ha-jun | Indicado   | [ 78 ] [ 79 ]   |
| Critics' Choice Movie Awards                    | 12 de Janeiro de 2020   | Melhor Montagem                                                    | Yang Jin-mo | Indicado   | [ 78 ] [ 79 ]   |
| Critics' Choice Movie Awards                    | 12 de Janeiro de 2020   | Melhor Filme Estrangeiro                                           | Parasita | Venceu     | [ 78 ] [ 79 ]   |
| Dallas–Fort Worth Film Critics Association      | 16 de Dezembro de 2019  | Melhor Filme                                                       | Parasita | 3º Lugar   | [ 80 ]          |
| Dallas–Fort Worth Film Critics Association      | 16 de Dezembro de 2019  | Melhor Diretor                                                     | Bong Joon-ho | 2º Lugar   | [ 80 ]          |
| Dallas–Fort Worth Film Critics Association      | 16 de Dezembro de 2019  | Melhor Cinematografia                                              | Hong Kyung-pyo | 2º Lugar   | [ 80 ]          |
| Dallas–Fort Worth Film Critics Association      | 16 de Dezembro de 2019  | Melhor Filme Estrangeiro                                           | Parasita | Venceu     | [ 80 ]          |
| David di Donatello Awards                       | 3 de Abril de 2020      | Melhor Filme Estrangeiro                                           | Parasita | Venceu     | [ 81 ]          |
| Denver Film Critics Society                     | 14 de Janeiro de 2020   | Melhor Diretor                                                     | Bong Joon-ho | Indicado   | [ 82 ]          |
| Denver Film Critics Society                     | 14 de Janeiro de 2020   | Melhor Roteiro Original                                            | Bong Joon-ho e Han Jin-won | Indicado   | [ 82 ]          |
| Denver Film Critics Society                     | 14 de Janeiro de 2020   | Melhor Filme Estrangeiro                                           | Parasita | Venceu     | [ 82 ]          |
| Detroit Film Critics Society                    | 9 de Dezembro de 2019   | Melhor Filme                                                       | Parasita | Venceu     | [ 83 ] [ 84 ]   |
| Detroit Film Critics Society                    | 9 de Dezembro de 2019   | Melhor Diretor                                                     | Bong Joon-ho | Indicado   | [ 83 ] [ 84 ]   |
| Detroit Film Critics Society                    | 9 de Dezembro de 2019   | Melhor Roteiro                                                     | Bong Joon-ho e Han Jin-won | Indicado   | [ 83 ] [ 84 ]   |
| Detroit Film Critics Society                    | 9 de Dezembro de 2019   | Melhor Elenco                                                      | Parasita | Indicado   | [ 83 ] [ 84 ]   |
| Días de Cine Awards                             | 14 de Janeiro de 2020   | Melhor Filme Estrangeiro                                           | Parasita | Venceu     | [ 85 ]          |
| Director's Cut Awards                           | 12 de Dezembro de 2019  | Melhor Diretor                                                     | Bong Joon-ho | Venceu     | [ 86 ] [ 87 ]   |
| Director's Cut Awards                           | 12 de Dezembro de 2019  | Melhor Ator                                                        | Choi Woo-shik | Indicado   | [ 86 ] [ 87 ]   |
| Director's Cut Awards                           | 12 de Dezembro de 2019  | Melhor Ator                                                        | Song Kang-ho | Venceu     | [ 86 ] [ 87 ]   |
| Director's Cut Awards                           | 12 de Dezembro de 2019  | Melhor Atriz                                                       | Lee Jung-eun | Indicado   | [ 86 ] [ 87 ]   |
| Director's Cut Awards                           | 12 de Dezembro de 2019  | Melhor Atriz                                                       | Cho Yeo-jeong | Indicado   | [ 86 ] [ 87 ]   |
| Director's Cut Awards                           | 12 de Dezembro de 2019  | Melhor Roteiro                                                     | Bong Joon-ho e Han Jin-won | Venceu     | [ 86 ] [ 87 ]   |
| Director's Cut Awards                           | 12 de Dezembro de 2019  | Melhor Ator Revelação                                              | Park Myung-hoon | Venceu     | [ 86 ] [ 87 ]   |
| Director's Cut Awards                           | 12 de Dezembro de 2019  | Melhor Atriz Revelação                                             | Jang Hye-jin | Indicado   | [ 86 ] [ 87 ]   |
| Directors Guild of America Awards               | 25 de Janeiro de 2020   | Melhor Direção - Longa-Metragem                                    | Bong Joon-ho | Indicado   | [ 88 ]          |
| Dorian Awards                                   | 8 de Janeiro de 2020    | Filme do Ano                                                       | Parasita | Venceu     | [ 89 ] [ 90 ]   |
| Dorian Awards                                   | 8 de Janeiro de 2020    | Diretor do Ano                                                     | Bong Joon-ho | Venceu     | [ 89 ] [ 90 ]   |
| Dorian Awards                                   | 8 de Janeiro de 2020    | Performance Coadjuvante em Filme do Ano — Ator                     | Song Kang-ho | Venceu     | [ 89 ] [ 90 ]   |
| Dorian Awards                                   | 8 de Janeiro de 2020    | Filme Estrangeiro do Ano                                           | Parasita | Venceu     | [ 89 ] [ 90 ]   |
| Dorian Awards                                   | 8 de Janeiro de 2020    | Roteiro do Ano                                                     | Bong Joon-ho e Han Jin-won | Venceu     | [ 89 ] [ 90 ]   |
| Dorian Awards                                   | 8 de Janeiro de 2020    | Filme Visualmente Impressionante do Ano                            | Parasita | Indicado   | [ 89 ] [ 90 ]   |
| Eurasia International Film Festival             | 6 July 2019             | Melhor Diretor                                                     | Bong Joon-ho | Venceu     | [ 91 ]          |
| Fantastic Fest                                  | 26 de Setembro de 2019  | Prêmio do Audiência                                                | Parasita | Venceu     | [ 92 ]          |
| Film from the South                             |                         | Prêmio do Audiência                                                | Parasita | Venceu     | [ 93 ]          |
| Festival SESC Melhores Filmes                   | 19 de Agosto de 2020    | Melhor Filme Internacional                                         | Parasita | Venceu     | [ 94 ]          |
| Festival SESC Melhores Filmes                   | 19 de Agosto de 2020    | Melhor Diretor Internacional                                       | Bong Joon-ho | Venceu     | [ 94 ]          |
| Florida Film Critics Circle                     | 23 de Dezembro de 2019  | Melhor Roteiro Original                                            | Bong Joon-ho e Han Jin-won | Indicado   | [ 95 ] [ 96 ]   |
| Florida Film Critics Circle                     | 23 de Dezembro de 2019  | Melhor Conjunto                                                    | Parasita | Indicado   | [ 95 ] [ 96 ]   |
| Florida Film Critics Circle                     | 23 de Dezembro de 2019  | Melhor Filme Estrangeiro                                           | Parasita | 2º Lugar   | [ 95 ] [ 96 ]   |
| Fotogramas de Plata                             | 12 de Novembro de 2019  | Melhor Filme Estrangeiro                                           | Parasita | Venceu     | [ 97 ]          |
| Georgia Film Critics Association                | 10 de Janeiro de 2020   | Melhor Filme                                                       | Parasita | Venceu     | [ 98 ]          |
| Georgia Film Critics Association                | 10 de Janeiro de 2020   | Melhor Diretor                                                     | Bong Joon-ho | Venceu     | [ 98 ]          |
| Georgia Film Critics Association                | 10 de Janeiro de 2020   | Melhor Roteiro Original                                            | Bong Joon-ho e Han Jin-won | Venceu     | [ 98 ]          |
| Georgia Film Critics Association                | 10 de Janeiro de 2020   | Melhor Direção de Arte                                             | Lee Ha-jun | Indicado   | [ 98 ]          |
| Georgia Film Critics Association                | 10 de Janeiro de 2020   | Melhor Trilha Sonora Original                                      | Jung Jae-il | Indicado   | [ 98 ]          |
| Georgia Film Critics Association                | 10 de Janeiro de 2020   | Melhor Canção Original                                             | "A Glass of Soju" por Jung Jae-il e Bong Joon-ho | Indicado   | [ 98 ]          |
| Georgia Film Critics Association                | 10 de Janeiro de 2020   | Melhor Elenco                                                      | Parasita | Indicado   | [ 98 ]          |
| Georgia Film Critics Association                | 10 de Janeiro de 2020   | Melhor Filme em Língua Estrangeira                                 | Parasita | Venceu     | [ 98 ]          |
| Globes de Cristal Awards                        | 14 de Março de 2020     | Melhor Filme Estrangeiro                                           | Parasita | Cancelada  | [ 99 ]          |
| Golden Globe Awards                             | 5 de Janeiro de 2020    | Melhor Diretor                                                     | Bong Joon-ho | Indicado   | [ 100 ]         |
| Golden Globe Awards                             | 5 de Janeiro de 2020    | Melhor Roteiro                                                     | Bong Joon-ho e Han Jin-won | Indicado   | [ 100 ]         |
| Golden Globe Awards                             | 5 de Janeiro de 2020    | Melhor Filme em Língua Estrangeira                                 | Parasita | Venceu     | [ 100 ]         |
| Golden Schmoes Awards                           | 7 de Fevereiro de 2020  | Filme favorito do ano                                              | Parasita | Indicado   | [ 101 ]         |
| Golden Schmoes Awards                           | 7 de Fevereiro de 2020  | Melhor Diretor do ano                                              | Bong Joon-ho | Indicado   | [ 101 ]         |
| Golden Schmoes Awards                           | 7 de Fevereiro de 2020  | Melhor Roteiro do ano                                              | Bong Joon-ho e Han Jin-won | Indicado   | [ 101 ]         |
| Golden Schmoes Awards                           | 7 de Fevereiro de 2020  | Trippiest Movie do ano                                             | Parasita | Indicado   | [ 101 ]         |
| Golden Schmoes Awards                           | 7 de Fevereiro de 2020  | Maior Surpresa do Ano                                              | Parasita | 2º Lugar   | [ 101 ]         |
| Grand Bell Awards                               | 3 Junho 2020            | Melhor Filme                                                       | Parasita | Venceu     | [ 102 ] [ 103 ] |
| Grand Bell Awards                               | 3 Junho 2020            | Melhor Diretor                                                     | Bong Joon-ho | Venceu     | [ 102 ] [ 103 ] |
| Grand Bell Awards                               | 3 Junho 2020            | Melhor Ator                                                        | Song Kang-ho | Indicado   | [ 102 ] [ 103 ] |
| Grand Bell Awards                               | 3 Junho 2020            | Melhor Ator Coadjuvante                                            | Park Myung-hoon | Indicado   | [ 102 ] [ 103 ] |
| Grand Bell Awards                               | 3 Junho 2020            | Melhor Atriz Coadjuvante                                           | Lee Jung-eun | Venceu     | [ 102 ] [ 103 ] |
| Grand Bell Awards                               | 3 Junho 2020            | Melhor Roteiro                                                     | Bong Joon-ho e Han Jin-won | Venceu     | [ 102 ] [ 103 ] |
| Grand Bell Awards                               | 3 Junho 2020            | Melhor Cinematografia                                              | Hong Kyung-pyo | Indicado   | [ 102 ] [ 103 ] |
| Grand Bell Awards                               | 3 Junho 2020            | Melhor Montagem                                                    | Yang Jin-mo | Indicado   | [ 102 ] [ 103 ] |
| Grand Bell Awards                               | 3 Junho 2020            | Melhor Iluminação                                                  | Kim Chang-ho | Indicado   | [ 102 ] [ 103 ] |
| Grand Bell Awards                               | 3 Junho 2020            | Melhor Trilha Sonora                                               | Jung Jae-il | Venceu     | [ 102 ] [ 103 ] |
| Grand Bell Awards                               | 3 Junho 2020            | Melhor Direção de Arte                                             | Lee Ha-jun | Indicado   | [ 102 ] [ 103 ] |
| Grande Prêmio do Cinema Brasileiro              | 11 de Outubro de 2020   | Melhor Longa-Metragem Estrangeiro                                  | Parasita | Venceu     | [ 104 ]         |
| Guldbagge Awards                                | 20 de Janeiro de 2020   | Melhor Filme Estrangeiro                                           | Parasita | Venceu     | [ 105 ]         |
| Hochi Film Awards                               | 2 de Dezembro de 2020   | Melhor Filme Internacional                                         | Parasita | Indicado   | [ 106 ]         |
| Hollywood Critics Association Awards            | 9 de Janeiro de 2020    | Melhor Filme                                                       | Parasita | Indicado   | [ 107 ] [ 108 ] |
| Hollywood Critics Association Awards            | 9 de Janeiro de 2020    | Melhor Diretor Masculino                                           | Bong Joon-ho | Indicado   | [ 107 ] [ 108 ] |
| Hollywood Critics Association Awards            | 9 de Janeiro de 2020    | Melhor Roteiro Original                                            | Bong Joon-ho e Han Jin-won | Venceu     | [ 107 ] [ 108 ] |
| Hollywood Critics Association Awards            | 9 de Janeiro de 2020    | Melhor Montagem                                                    | Yang Jin-mo | Indicado   | [ 107 ] [ 108 ] |
| Hollywood Critics Association Awards            | 9 de Janeiro de 2020    | Melhor Filme em Língua Estrangeira                                 | Parasita | Venceu     | [ 107 ] [ 108 ] |
| Hollywood Critics Association Awards            | 9 de Janeiro de 2020    | Prêmio de Realização do Cineasta                                   | Bong Joon-ho | Venceu     | [ 107 ] [ 108 ] |
| Hollywood Film Awards                           | 3 de Novembro de 2019   | Prêmio do Cineasta de Hollywood                                    | Bong Joon-ho | Venceu     | [ 109 ]         |
| Hollywood Music in Media Awards                 | 20 de Novembro de 2019  | Melhor Trilha Sonora Original em Longa-Metragem                    | Jung Jae-il | Indicado   | [ 110 ]         |
| Hollywood Professional Association              | 19 de Novembro de 2020  | Edição Excepcional – Longa-Metragem                                | Yang Jin-mo | Venceu     | [ 111 ]         |
| Houston Film Critics Society                    | 2 de Janeiro de 2020    | Melhor Filme                                                       | Parasita | Venceu     | [ 112 ] [ 113 ] |
| Houston Film Critics Society                    | 2 de Janeiro de 2020    | Melhor Diretor                                                     | Bong Joon-ho | Venceu     | [ 112 ] [ 113 ] |
| Houston Film Critics Society                    | 2 de Janeiro de 2020    | Melhor Roteiro                                                     | Bong Joon-ho e Han Jin-won | Indicado   | [ 112 ] [ 113 ] |
| Houston Film Critics Society                    | 2 de Janeiro de 2020    | Melhor Cinematografia                                              | Hong Kyung-pyo | Indicado   | [ 112 ] [ 113 ] |
| Houston Film Critics Society                    | 2 de Janeiro de 2020    | Melhor Filme em Língua Estrangeira                                 | Parasita | Venceu     | [ 112 ] [ 113 ] |
| Houston Film Critics Society                    | 2 de Janeiro de 2020    | Melhor Arte de Pôster de Filme                                     | Parasita | Indicado   | [ 112 ] [ 113 ] |
| Huading Awards                                  | 29 de Outubro de 2020   | Melhor Filme Global                                                | Parasita | Indicado   | [ 114 ] [ 115 ] |
| Huading Awards                                  | 29 de Outubro de 2020   | Melhor Diretor Global para um Filme                                | Bong Joon-ho | Venceu     | [ 114 ] [ 115 ] |
| Huading Awards                                  | 29 de Outubro de 2020   | Melhor Escrita Global para um Filme                                | Bong Joon-ho e Han Jin-won | Indicado   | [ 114 ] [ 115 ] |
| Huading Awards                                  | 29 de Outubro de 2020   | Melhor Atriz Coadjuvante Global em Filme                           | Park So-dam | Indicado   | [ 114 ] [ 115 ] |
| IGN Awards                                      | 21 de Dezembro de 2019  | Melhor Filme do Ano                                                | Parasita | Venceu     | [ 116 ]         |
| IGN Awards                                      | 21 de Dezembro de 2019  | Melhor Filme de Comédia do Ano                                     | Parasita | Indicado   | [ 116 ]         |
| IGN Awards                                      | 21 de Dezembro de 2019  | Melhor Diretor                                                     | Bong Joon-ho | Venceu     | [ 116 ]         |
| IGN Awards                                      | 21 de Dezembro de 2019  | Melhor Intérprete Coadjuvante                                      | Song Kang-ho | Indicado   | [ 116 ]         |
| IGN Awards                                      | 21 de Dezembro de 2019  | Melhor Elenco de Filme                                             | Parasita | Indicado   | [ 116 ]         |
| Independent Spirit Awards                       | 8 de Fevereiro de 2020  | Melhor Filme Internacional                                         | Parasita | Venceu     | [ 117 ] [ 118 ] |
| Indiana Film Journalists Association            | 16 de Dezembro de 2019  | Melhor Filme                                                       | Parasita | 2º Lugar   | [ 119 ] [ 120 ] |
| Indiana Film Journalists Association            | 16 de Dezembro de 2019  | Melhor Diretor                                                     | Bong Joon-ho | Venceu     | [ 119 ] [ 120 ] |
| Indiana Film Journalists Association            | 16 de Dezembro de 2019  | Prêmio Visão Original                                              | Bong Joon-ho | 2º Lugar   | [ 119 ] [ 120 ] |
| Indiana Film Journalists Association            | 16 de Dezembro de 2019  | Melhor Filme em Língua Estrangeira                                 | Parasita | Venceu     | [ 119 ] [ 120 ] |
| IndieWire Critics Poll                          | 16 de Dezembro de 2019  | Melhor Filme                                                       | Parasita | Venceu     | [ 121 ]         |
| IndieWire Critics Poll                          | 16 de Dezembro de 2019  | Melhor Diretor                                                     | Bong Joon-ho | Venceu     | [ 121 ]         |
| IndieWire Critics Poll                          | 16 de Dezembro de 2019  | Melhor Ator                                                        | Song Kang-ho | 9º Lugar   | [ 121 ]         |
| IndieWire Critics Poll                          | 16 de Dezembro de 2019  | Melhor Ator Coadjuvante                                            | Song Kang-ho | 5º Lugar   | [ 121 ]         |
| IndieWire Critics Poll                          | 16 de Dezembro de 2019  | Melhor Atriz Coadjuvante                                           | Park So-dam | 10º Lugar  | [ 121 ]         |
| IndieWire Critics Poll                          | 16 de Dezembro de 2019  | Melhor Atriz Coadjuvante                                           | Cho Yeo-jeong | 15º Lugar  | [ 121 ]         |
| IndieWire Critics Poll                          | 16 de Dezembro de 2019  | Melhor Atriz Coadjuvante                                           | Lee Jung-eun | 22º Lugar  | [ 121 ]         |
| IndieWire Critics Poll                          | 16 de Dezembro de 2019  | Melhor Roteiro                                                     | Bong Joon-ho e Han Jin-won | Venceu     | [ 121 ]         |
| IndieWire Critics Poll                          | 16 de Dezembro de 2019  | Melhor Cinematografia                                              | Hong Kyung-pyo | 5º Lugar   | [ 121 ]         |
| IndieWire Critics Poll                          | 16 de Dezembro de 2019  | Melhor Filme Estrangeiro                                           | Parasita | Venceu     | [ 121 ]         |
| International Cinephile Society Awards          | 25 de Maio de 2019      | Melhor Diretor                                                     | Bong Joon-ho | Venceu     | [ 122 ]         |
| International Cinephile Society Awards          | 5 de Fevereiro de 2020  | Melhor Filme                                                       | Parasita | Venceu     | [ 123 ]         |
| International Cinephile Society Awards          | 5 de Fevereiro de 2020  | Melhor Diretor                                                     | Bong Joon-ho | Indicado   | [ 123 ]         |
| International Cinephile Society Awards          | 5 de Fevereiro de 2020  | Melhor Ator Coadjuvante                                            | Song Kang-ho | Indicado   | [ 123 ]         |
| International Cinephile Society Awards          | 5 de Fevereiro de 2020  | Melhor Atriz Coadjuvante                                           | Cho Yeo-jeong | 2º Lugar   | [ 123 ]         |
| International Cinephile Society Awards          | 5 de Fevereiro de 2020  | Melhor Roteiro Original                                            | Bong Joon-ho e Han Jin-won | Venceu     | [ 123 ]         |
| International Cinephile Society Awards          | 5 de Fevereiro de 2020  | Melhor Conjunto                                                    | Parasita | Venceu     | [ 123 ]         |
| International Cinephile Society Awards          | 5 de Fevereiro de 2020  | Melhor Montagem                                                    | Yang Jin-mo | 2º Lugar   | [ 123 ]         |
| International Cinephile Society Awards          | 5 de Fevereiro de 2020  | Melhor Direção de Arte                                             | Lee Ha-jun | Venceu     | [ 123 ]         |
| International Film Festival Awards Macao        | 8 de Outubro de 2019    | Filme Blockbuster Asiático de 2019                                 | Parasita | Venceu     | [ 124 ]         |
| International Film Festival Cinematik           | 15 de Setembro de 2019  | Prêmio do Audiênca                                                 | Parasita | Venceu     | [ 125 ]         |
| International Film Festival Rotterdam           | 31 de Janeiro de 2020   | Prêmio do Público na BankGiro Loterij                              | Parasita (Verão P&B) | Venceu     | [ 126 ]         |
| Japan Academy Film Prize                        | 19 de Março de 2021     | Melhor Filme Estrangeiro                                           | Parasita | Venceu     | [ 127 ]         |
| Jecheon International Music & Film Festival     | 9 de Agosto de 2019     | Prêmio Personalidade do Ano na Indústria Cinematográfica           | Bong Joon-ho | Venceu     | [ 128 ]         |
| Kansas City Film Critics Circle                 | 15 de Dezembro de 2019  | Melhor Filme                                                       | Parasita | 2º Lugar   | [ 129 ]         |
| Kansas City Film Critics Circle                 | 15 de Dezembro de 2019  | Melhor Diretor                                                     | Bong Joon-ho | 2º Lugar   | [ 129 ]         |
| Kansas City Film Critics Circle                 | 15 de Dezembro de 2019  | Melhor Roteiro Original                                            | Bong Joon-ho e Han Jin-won | 2º Lugar   | [ 129 ]         |
| Kansas City Film Critics Circle                 | 15 de Dezembro de 2019  | Melhor Filme em Língua Estrangeira                                 | Parasita | Venceu     | [ 129 ]         |
| Kinema Junpo Awards                             | 10 de Fevereiro de 2021 | Melhor Filme em Língua Estrangeira                                 | Parasita | Venceu     | [ 130 ]         |
| Kinema Junpo Awards                             | 10 de Fevereiro de 2021 | Melhor Filme em Língua Estrangeira Director                        | Bong Joon-ho | Venceu     | [ 130 ]         |
| Kinema Junpo Awards                             | 10 de Fevereiro de 2021 | Escolha dos Leitores - Melhor Filme em Língua Estrangeira Director | Bong Joon-ho | Venceu     | [ 130 ]         |
| Korean Association of Film Critics Awards       | 13 de Novembro de 2019  | Melhor Filme                                                       | Parasita | Venceu     | [ 131 ]         |
| Korean Association of Film Critics Awards       | 13 de Novembro de 2019  | Melhor Diretor                                                     | Bong Joon-ho | Venceu     | [ 131 ]         |
| Korean Association of Film Critics Awards       | 13 de Novembro de 2019  | Melhor Cinematografia                                              | Hong Kyung-pyo | Venceu     | [ 131 ]         |
| Korean Association of Film Critics Awards       | 13 de Novembro de 2019  | Top10 Filmes do ANo                                                | Parasita | Venceu     | [ 131 ]         |
| Korean Film Producers Association Awards        | 17 de Dezembro de 2019  | Melhor Diretor                                                     | Bong Joon-ho | Venceu     | [ 132 ]         |
| Korean Film Producers Association Awards        | 17 de Dezembro de 2019  | Melhor Iluminação                                                  | Kim Chang-ho | Venceu     | [ 132 ]         |
| Korean Film Producers Association Awards        | 17 de Dezembro de 2019  | Melhor Direção de Arte                                             | Lee Ha-joon | Venceu     | [ 132 ]         |
| Las Vegas Film Critics Society Awards           | 13 de Dezembro de 2019  | Melhor Filme                                                       | Parasita | Indicado   | [ 133 ] [ 134 ] |
| Las Vegas Film Critics Society Awards           | 13 de Dezembro de 2019  | Melhor Filme Estrangeiro                                           | Parasita | Venceu     | [ 133 ] [ 134 ] |
| Las Vegas Film Critics Society Awards           | 13 de Dezembro de 2019  | LVFCS Top10 Filmes de 2019                                         | Parasita | 4º Lugar   | [ 133 ] [ 134 ] |
| Locarno International Film Festival             | 12 de Agosto de 2019    | Prêmio de Excelência                                               | Song Kang-ho | Venceu     | [ 135 ]         |
| London Critics' Circle Film Awards              | 30 de Janeiro de 2020   | Filme do Ano                                                       | Parasita | Venceu     | [ 136 ] [ 137 ] |
| London Critics' Circle Film Awards              | 30 de Janeiro de 2020   | Diretor do Ano                                                     | Bong Joon-ho | Venceu     | [ 136 ] [ 137 ] |
| London Critics' Circle Film Awards              | 30 de Janeiro de 2020   | Roteirista do Ano                                                  | Bong Joon-ho e Han Jin-won | Indicado   | [ 136 ] [ 137 ] |
| London Critics' Circle Film Awards              | 30 de Janeiro de 2020   | Conquista Técnica do Ano                                           | Lee Ha-jun | Indicado   | [ 136 ] [ 137 ] |
| London Critics' Circle Film Awards              | 30 de Janeiro de 2020   | Filme Estrangeiro do Ano                                           | Parasita | Indicado   | [ 136 ] [ 137 ] |
| Los Angeles Film Critics Association            | 11 de Janeiro de 2020   | Melhor Filme                                                       | Parasita | Venceu     | [ 138 ]         |
| Los Angeles Film Critics Association            | 11 de Janeiro de 2020   | Melhor Diretor                                                     | Bong Joon-ho | Venceu     | [ 138 ]         |
| Los Angeles Film Critics Association            | 11 de Janeiro de 2020   | Melhor Ator Coadjuvante                                            | Song Kang-ho | Venceu     | [ 138 ]         |
| Los Angeles Film Critics Association            | 11 de Janeiro de 2020   | Melhor Roteiro                                                     | Bong Joon-ho e Han Jin-won | 2º Lugar   | [ 138 ]         |
| Los Angeles Film Critics Association            | 11 de Janeiro de 2020   | Melhor Direção de Arte                                             | Lee Ha-jun | 2º Lugar   | [ 138 ]         |
| Mainichi Film Awards                            | 17 de Fevereiro de 2021 | Melhor Filme Estrangeiro                                           | Parasita | Venceu     | [ 139 ]         |
| Motion Picture Sound Editors Golden Reel Awards | 19 de Janeiro de 2020   | Longa - Filme Estrangeiro                                          | Choi Tae-young (Supervisor de Edição de Som) Kang Hye-young (Designer de som, Editor de efeitos sonoros) Kim Byung-in (Supervisor de Edição ADR) Park Sung-gyun (Artista Foley) Lee Chung-gyu (Artista Foley) Shin I-na (Editor de Foley) | Venceu     | [ 140 ] [ 141 ] |
| Munich International Film Festival              | 6 July 2019             | Prêmio ARRI/OSRAM                                                  | Parasita | Indicado   | [ 142 ]         |
| National Board of Review                        | 3 de Dezembro de 2019   | Melhor Filme em Língua Estrangeira                                 | Parasita | Venceu     | [ 143 ]         |
| National Society of Film Critics                | 4 de Janeiro de 2020    | Melhor Filme                                                       | Parasita | Venceu     | [ 144 ]         |
| National Society of Film Critics                | 4 de Janeiro de 2020    | Melhor Diretor                                                     | Bong Joon-ho | 2º Lugar   | [ 144 ]         |
| National Society of Film Critics                | 4 de Janeiro de 2020    | Melhor Ator Coadjuvante                                            | Song Kang-ho | 3º Lugar   | [ 144 ]         |
| National Society of Film Critics                | 4 de Janeiro de 2020    | Melhor Roteiro                                                     | Bong Joon-ho e Han Jin-won | Venceu     | [ 144 ]         |
| New York Film Critics Circle                    | 7 de Janeiro de 2020    | Melhor Filme em Língua Estrangeira                                 | Parasita | Venceu     | [ 145 ]         |
| New York Film Critics Online                    | 7 de Dezembro de 2019   | Top 10 Filmes                                                      | Parasita | Venceu     | [ 146 ]         |
| New York Film Critics Online                    | 7 de Dezembro de 2019   | Melhor Filme                                                       | Parasita | Venceu     | [ 146 ]         |
| New York Film Critics Online                    | 7 de Dezembro de 2019   | Melhor Diretor                                                     | Bong Joon-ho | Venceu     | [ 146 ]         |
| New York Film Critics Online                    | 7 de Dezembro de 2019   | Melhor Roteiro                                                     | Bong Joon-ho e Han Jin-won | Venceu     | [ 146 ]         |
| Nikkan Sports Film Awards                       | 28 de Dezembro de 2020  | Melhor Filme Estrangeiro                                           | Parasita | Indicado   | [ 147 ]         |
| Oklahoma Film Critics Circle Awards             | 15 de Dezembro de 2019  | Top 10 Films                                                       | Parasita | 4º Lugar   | [ 148 ] [ 149 ] |
| Oklahoma Film Critics Circle Awards             | 15 de Dezembro de 2019  | Melhor Filme em Língua Estrangeira                                 | Parasita | Venceu     | [ 148 ] [ 149 ] |
| Online Film Critics Society                     | 6 de Janeiro de 2020    | Melhor Filme                                                       | Parasita | Venceu     | [ 150 ]         |
| Online Film Critics Society                     | 6 de Janeiro de 2020    | Melhor Diretor                                                     | Bong Joon-ho | Venceu     | [ 150 ]         |
| Online Film Critics Society                     | 6 de Janeiro de 2020    | Melhor Ator Coadjuvante                                            | Song Kang-ho | Indicado   | [ 150 ]         |
| Online Film Critics Society                     | 6 de Janeiro de 2020    | Melhor Roteiro Original                                            | Bong Joon-ho e Han Jin-won | Venceu     | [ 150 ]         |
| Online Film Critics Society                     | 6 de Janeiro de 2020    | Melhor Montagem                                                    | Yang Jin-mo | Venceu     | [ 150 ]         |
| Online Film Critics Society                     | 6 de Janeiro de 2020    | Melhor Filme em Língua Não Inglesa                                 | Parasita | Venceu     | [ 150 ]         |
| Online Film Critics Society                     | 6 de Janeiro de 2020    | Prêmio de Realização Técnica - Melhor Direção de Arte              | Parasita | Venceu     | [ 150 ]         |
| Palm Springs International Film Festival        | 13 de Janeiro de 2020   | Prêmio FIPRESCI de Melhor Roteiro Internacional                    | Bong Joon-ho e Han Jin-won | Venceu     | [ 151 ]         |
| Phoenix Film Critics Society Awards             | 17 de Dezembro de 2019  | PFCS Top10                                                         | Parasita | Venceu     | [ 152 ]         |
| Phoenix Film Critics Society Awards             | 17 de Dezembro de 2019  | Melhor Filme em Língua Estrangeira                                 | Parasita | Venceu     | [ 152 ]         |
| Producers Guild of America Awards               | 18 de Janeiro de 2020   | Best Theatrical Motion Picture                                     | Kwak Sin-ae e Bong Joon-ho | Indicado   | [ 153 ]         |
| Robert Awards                                   | 26 de Janeiro de 2020   | Melhor Filme em Língua Não Inglesa                                 | Parasita | Venceu     | [ 154 ]         |
| Rondo Hatton Classic Horror Awards              | 6 de Abril de 2020      | Melhor Filme de 2019                                               | Parasita | Indicado   | [ 155 ]         |
| San Diego Film Critics Society                  | 9 de Dezembro de 2019   | Melhor Roteiro Original                                            | Bong Joon-ho e Han Jin-won | Indicado   | [ 156 ]         |
| San Diego Film Critics Society                  | 9 de Dezembro de 2019   | Melhor Filme em Língua Estrangeira                                 | Parasita | Venceu     | [ 156 ]         |
| San Francisco Bay Area Film Critics Circle      | 16 de Dezembro de 2019  | Melhor Filme                                                       | Parasita | Indicado   | [ 157 ] [ 158 ] |
| San Francisco Bay Area Film Critics Circle      | 16 de Dezembro de 2019  | Melhor Diretor                                                     | Bong Joon-ho | Venceu     | [ 157 ] [ 158 ] |
| San Francisco Bay Area Film Critics Circle      | 16 de Dezembro de 2019  | Melhor Ator Coadjuvante                                            | Song Kang-ho | Indicado   | [ 157 ] [ 158 ] |
| San Francisco Bay Area Film Critics Circle      | 16 de Dezembro de 2019  | Melhor Roteiro Original                                            | Bong Joon-ho e Han Jin-won | Venceu     | [ 157 ] [ 158 ] |
| San Francisco Bay Area Film Critics Circle      | 16 de Dezembro de 2019  | Melhor Direção de Arte                                             | Lee Ha-jun | Indicado   | [ 157 ] [ 158 ] |
| San Francisco Bay Area Film Critics Circle      | 16 de Dezembro de 2019  | Melhor Montagem                                                    | Yang Jin-mo | Indicado   | [ 157 ] [ 158 ] |
| San Francisco Bay Area Film Critics Circle      | 16 de Dezembro de 2019  | Melhor Filme em Língua Estrangeira                                 | Parasita | Venceu     | [ 157 ] [ 158 ] |
| San Sebastián International Film Festival       | 20 de Setembro de 2019  | FIPRESCI Grand Prix                                                | Parasita | Indicado   | [ 159 ]         |
| Sant Jordi Awards                               | 20 de Abril de 2020     | Melhor Filme Estrangeiro                                           | Parasita | Indicado   | [ 160 ]         |
| Santa Barbara International Film Festival       | 23 de Janeiro de 2020   | Prêmio Melhor Diretor do Ano                                       | Bong Joon-ho | Venceu     | [ 161 ]         |
| Mostra Internacional de Cinema de São Paulo     | 30 de Outubro de 2019   | Prêmio do Audiência ― Melhor Filme Internacional de Ficção         | Parasita | Venceu     | [ 162 ]         |
| Satellite Awards                                | 21 de Janeiro de 2020   | Melhor Diretor                                                     | Bong Joon-ho | Indicado   | [ 163 ] [ 164 ] |
| Satellite Awards                                | 21 de Janeiro de 2020   | Melhor Roteiro Original                                            | Bong Joon-ho e Han Jin-won | Indicado   | [ 163 ] [ 164 ] |
| Satellite Awards                                | 21 de Janeiro de 2020   | Melhor Filme em Língua Estrangeira                                 | Parasita | Indicado   | [ 163 ] [ 164 ] |
| Saturn Awards                                   | 26 de Outubro de 2021   | Melhor Filme Internacional                                         | Parasita | Venceu     | [ 165 ] [ 166 ] |
| Saturn Awards                                   | 26 de Outubro de 2021   | Melhor Escrita                                                     | Bong Joon-ho e Han Jin-won | Indicado   | [ 165 ] [ 166 ] |
| Saturn Awards                                   | 26 de Outubro de 2021   | Melhor Montagem                                                    | Yang Jin-mo | Indicado   | [ 165 ] [ 166 ] |
| Saturn Awards                                   | 26 de Outubro de 2021   | Melhor Música                                                      | Jung Jae-il | Indicado   | [ 165 ] [ 166 ] |
| Screen Actors Guild Awards                      | 19 de Janeiro de 2020   | Desempenho excepcional de elenco em um filme                       | Cho Yeo-jeong, Choi Woo-shik, Jang Hye-jin, Jung Hyeon-jun, Jung Ziso, Lee Jung-eun, Lee Sun-kyun, Park Myung-hoon, Park So-dam e Song Kang-ho                                                                                            | Venceu     | [ 167 ] [ 168 ] |
| Seattle Film Critics Society                    | 16 de Dezembro de 2019  | Melhor Filme                                                       | Parasita | Venceu     | [ 169 ] [ 170 ] |
| Seattle Film Critics Society                    | 16 de Dezembro de 2019  | Melhor Diretor                                                     | Bong Joon-ho | Venceu     | [ 169 ] [ 170 ] |
| Seattle Film Critics Society                    | 16 de Dezembro de 2019  | Melhor Ator Coadjuvante                                            | Song Kang-ho | Indicado   | [ 169 ] [ 170 ] |
| Seattle Film Critics Society                    | 16 de Dezembro de 2019  | Melhor Elenco                                                      | Parasita | Venceu     | [ 169 ] [ 170 ] |
| Seattle Film Critics Society                    | 16 de Dezembro de 2019  | Melhor Roteiro                                                     | Bong Joon-ho e Han Jin-won | Venceu     | [ 169 ] [ 170 ] |
| Seattle Film Critics Society                    | 16 de Dezembro de 2019  | Melhor Montagem                                                    | Yang Jin-mo | Indicado   | [ 169 ] [ 170 ] |
| Seattle Film Critics Society                    | 16 de Dezembro de 2019  | Melhor Cinematografia                                              | Hong Kyung-pyo | Indicado   | [ 169 ] [ 170 ] |
| Seattle Film Critics Society                    | 16 de Dezembro de 2019  | Melhor Direção de Arte                                             | Lee Ha-jun | Indicado   | [ 169 ] [ 170 ] |
| Seattle Film Critics Society                    | 16 de Dezembro de 2019  | Melhor Filme em Língua Estrangeira                                 | Parasita | Venceu     | [ 169 ] [ 170 ] |
| Southeastern Film Critics Association Awards    | 9 de Dezembro de 2019   | Melhor Filme                                                       | Parasita | Venceu     | [ 171 ]         |
| Southeastern Film Critics Association Awards    | 9 de Dezembro de 2019   | Melhor Diretor                                                     | Bong Joon-ho | 2º Lugar   | [ 171 ]         |
| Southeastern Film Critics Association Awards    | 9 de Dezembro de 2019   | Melhor Roteiro Original                                            | Bong Joon-ho e Han Jin-won | Venceu     | [ 171 ]         |
| Southeastern Film Critics Association Awards    | 9 de Dezembro de 2019   | Melhor Filme em Língua Estrangeira                                 | Parasita | Venceu     | [ 171 ]         |
| St. Louis Film Critics Association              | 15 de Dezembro de 2019  | Melhor Diretor                                                     | Bong Joon-ho | 2º Lugar   | [ 172 ]         |
| St. Louis Film Critics Association              | 15 de Dezembro de 2019  | Melhor Roteiro Original                                            | Bong Joon-ho e Han Jin-won | Indicado   | [ 172 ]         |
| St. Louis Film Critics Association              | 15 de Dezembro de 2019  | Melhor Montagem                                                    | Yang Jin-mo | Indicado   | [ 172 ]         |
| St. Louis Film Critics Association              | 15 de Dezembro de 2019  | Melhor Direção de Arte                                             | Lee Ha-jun | Indicado   | [ 172 ]         |
| St. Louis Film Critics Association              | 15 de Dezembro de 2019  | Melhor Filme de Terror                                             | Parasita | 2º Lugar   | [ 172 ]         |
| St. Louis Film Critics Association              | 15 de Dezembro de 2019  | Melhor Filme Estrangeiro                                           | Parasita | Venceu     | [ 172 ]         |
| Sydney Film Festival                            | 16 Junho 2019           | Melhor Filme                                                       | Parasita | Venceu     | [ 173 ] [ 174 ] |
| Tallgrass Film Festival                         | 20 de Outubro de 2019   | Excelência na arte de fazer filmes                                 | Bong Joon-ho | Venceu     | [ 175 ]         |
| Toronto Film Critics Association                | 8 de Dezembro de 2019   | Melhor Filme                                                       | Parasita | Venceu     | [ 176 ]         |
| Toronto Film Critics Association                | 8 de Dezembro de 2019   | Melhor Diretor                                                     | Bong Joon-ho | Venceu     | [ 176 ]         |
| Toronto Film Critics Association                | 8 de Dezembro de 2019   | Melhor Roteiro                                                     | Bong Joon-ho e Han Jin-won | Indicado   | [ 176 ]         |
| Toronto Film Critics Association                | 8 de Dezembro de 2019   | Melhor Filme em Língua Estrangeira                                 | Parasita | Venceu     | [ 176 ]         |
| Toronto International Film Festival             | 15 de Setembro de 2019  | Prêmio Grolsch People's Choice                                     | Parasita | 3º Lugar   | [ 177 ]         |
| Tromsø International Film Festival              | 19 de Janeiro de 2020   | The Tromsø Audience Award                                          | Parasita | Venceu     | [ 178 ]         |
| Turkish Film Critics Association                | 7 de Janeiro de 2020    | Melhor Filme Estrangeiro                                           | Parasita | Venceu     | [ 179 ]         |
| Utah Film Critics Association Awards            | 23 de Dezembro de 2019  | Melhor Filme                                                       | Parasita | Venceu     | [ 180 ]         |
| Utah Film Critics Association Awards            | 23 de Dezembro de 2019  | Melhor Roteiro Original                                            | Bong Joon-ho e Han Jin-won | Venceu     | [ 180 ]         |
| Utah Film Critics Association Awards            | 23 de Dezembro de 2019  | Melhor Filme em Língua Não Inglesa                                 | Parasita | Venceu     | [ 180 ]         |
| Vancouver Film Critics Circle                   | 16 de Dezembro de 2019  | Melhor Filme                                                       | Parasita | Venceu     | [ 181 ] [ 182 ] |
| Vancouver Film Critics Circle                   | 16 de Dezembro de 2019  | Melhor Diretor                                                     | Bong Joon-ho | Venceu     | [ 181 ] [ 182 ] |
| Vancouver Film Critics Circle                   | 16 de Dezembro de 2019  | Melhor Roteiro                                                     | Bong Joon-ho e Han Jin-won | Indicado   | [ 181 ] [ 182 ] |
| Vancouver Film Critics Circle                   | 16 de Dezembro de 2019  | Melhor Filme em Língua Estrangeira                                 | Parasita | Venceu     | [ 181 ] [ 182 ] |
| Vancouver International Film Festival           | 11 de Outubro de 2019   | Super Channel People's Choice Award                                | Parasita | Venceu     | [ 183 ]         |
| Village Voice Film Poll                         | 14 de Janeiro de 2020   | Melhor Filme                                                       | Parasita | 2º Lugar   | [ 184 ]         |
| Washington D.C. Area Film Critics Association   | 8 de Dezembro de 2019   | Melhor Filme                                                       | Parasita | Venceu     | [ 185 ]         |
| Washington D.C. Area Film Critics Association   | 8 de Dezembro de 2019   | Melhor Diretor                                                     | Bong Joon-ho | Venceu     | [ 185 ]         |
| Washington D.C. Area Film Critics Association   | 8 de Dezembro de 2019   | Melhor Elenco                                                      | Parasita | Indicado   | [ 185 ]         |
| Washington D.C. Area Film Critics Association   | 8 de Dezembro de 2019   | Melhor Roteiro Original                                            | Bong Joon-ho e Han Jin-won | Indicado   | [ 185 ]         |
| Washington D.C. Area Film Critics Association   | 8 de Dezembro de 2019   | Melhor Direção de Arte                                             | Lee Ha-jun | Indicado   | [ 185 ]         |
| Washington D.C. Area Film Critics Association   | 8 de Dezembro de 2019   | Melhor Montagem                                                    | Yang Jin-mo | Indicado   | [ 185 ]         |
| Washington D.C. Area Film Critics Association   | 8 de Dezembro de 2019   | Melhor Filme em Língua Estrangeira                                 | Parasita | Venceu     | [ 185 ]         |
| Women In Film Korea Festival                    | 11 de Dezembro de 2019  | Melhor Produtor                                                    | Kwak Sin-ae | Venceu     | [ 186 ]         |
| Writers Guild of America Awards                 | 1 de Fevereiro de 2020  | Melhor Roteiro Original                                            | Bong Joon-ho e Han Jin-won | Venceu     | [ 187 ] [ 188 ] |

## Listagens Top-10
Parasita apareceu nas listas de Top-10 do ano de muitos críticos, dentre eles:
- 1º –  Alissa Wilkinson,Vox[190]
- 1º –  Angie Han, Mashable[191]
- 1º –  Barry Hertz, The Globe and Mail[192]
- 1º –  Ben Travers, IndieWire[193]
- 1º –  Candice Frederick, Harper's Bazaar[194]
- 1º –  Cary Darling, Houston Chronicle[195]
- 1º –  Christy Lemire, RogerEbert.com[196]
- 1º –  Dan Jackson, Thrillist[197]
- 1º –  David Crow, Den of Geek[198]
- 1º –  Don Kaye, Den of Geek[198]
- 1º –  Film Comment[199]
- 1º –  Film School Rejects[200]
- 1º –  Flood Magazine[201]
- 1º –  Godfrey Cheshire III, RogerEbert.com[196]
- 1º –  Guy Lodge, The Guardian[202]
- 1º –  Hyperallergic[203]
- 1º –  IGN[204]
- 1º –  IndieWire (300+ Critics Survey)
- 1º –  Jessica Kiang and The Playlist Staff, The Playlist[205]
- 1º –  Justin Chang,[b] Los Angeles Times[206]
- 1º –  Karen Han, Polygon[207]
- 1º –  Katie Rife, The A.V. Club[208]
- 1º –  Keith Watson, Slant Magazine[209]
- 1º –  Laura Di Girolamo, Exclaim![210]
- 1º –  Leah Greenblatt, Entertainment Weekly[211]
- 1º –  Matt Goldberg, Collider[212]
- 1º –  Matt Neglia, Next Best Picture[213]
- 1º –  Matthew Jacobs, Huffington Post[214]
- 1º –  |Michael Phillips, Chicago Tribune[215]
- 1º –  Monica Castillo, RogerEbert.com[196]
- 1º –  Nick Allen, RogerEbert.com[196]
- 1º –  Noel Murray, The A.V. Club[208]
- 1º –  Online Film Critics Society[216]
- 1º –  Richard Lawson, Vanity Fair[217]
- 1º –  Rotten Tomatoes[218]
- 1º –  Sara Stewart, New York Post[219]
- 1º –  Sarah Ward, Screen Daily[220]
- 1º –  Sean P. Means, Salt Lake Tribune[221]
- 1º –  Seongyong Cho, RogerEbert.com[196]
- 1º –  Sydney Morning Herald[222]
- 1º –  Tasha Robinson, Polygon[207]
- 1º –  Tom Reimann, Collider[223]
- 1º –  Valerie Ettenhofer, Film School Rejects[224]
- 1º –  Vinnie Mancuso, Collider[225]
- 1º - WatchMojo.Com
- 2º –  Alex Biese, Asbury Park Press[226]
- 2º –  Anne Thompson, IndieWire[193]
- 2º –  Bob Strauss, Los Angeles Daily News[227]
- 2º –  David Ehrlich, IndieWire[228]
- 2º –  David Rooney The Hollywood Reporter[229]
- 2º –  Jonathan Sim, Vocal[230]
- 2º –  Kate Erbland, IndieWire[193]
- 2º –  Mark Hughes, Forbes[231]
- 2º –  Matt Zoller Seitz, RogerEbert.com[196]
- 2º –  Sean Fennessey and Adam Nayman, The Ringer[232]
- 2º –  Sight & Sound[233]
- 3º –  A. O. Scott, The New York Times[234]
- 3º –  Alison Willmore, New York magazine[235]
- 3º –  Amy Taubin, Artforum[236]
- 3º –  Bilge Ebiri, New York magazine[235]
- 3º –  Complex[237]
- 3º –  Consequence of Sound[238]
- 3º –  David Sims, The Atlantic[239]
- 3º –  Good Morning America[240]
- 3º –  Lawrence Toppman, The Charlotte Observer[241]
- 3º –  Manohla Dargis, The New York Times[234]
- 3º –  Mark Dujsik, RogerEbert.com[196]
- 3º –  Matt Singer, ScreenCrush[242]
- 3º –  Max Weiss, Baltimore[243]
- 3º –  Natalie Zutter, Den of Geek[198]
- 3º –  Peter Sobczynski, RogerEbert.com[196]
- 3º –  Peter Travers, Rolling Stone[244]
- 3º –  Samuel R. Murian, Parade[245]
- 3º –  Ty Burr, Boston Globe[246]
- 3º –  Yahoo! Entertainment[247]
- 4º –  Adam Chitwood, Collider[248]
- 4º –  Allison Shoemaker, RogerEbert.com[196]
- 4º –  Alonso Duralde, The Wrap[249]
- 4º –  Brian Tallerico, RogerEbert.com[196]
- 4º –  Jake Coyle, Associated Press[250]
- 4º –  Johnny Oleksinski, New York Post[219]
- 4º –  Kristy Puchko, RogerEbert.com[196]
- 4º –  Mara Reinstein, Us Weekly[251]
- 4º –  Matt Patches, Polygon[207]
- 4º –  Michal Oleszczyk, RogerEbert.com[196]
- 4º –  Odie Henderson, RogerEbert.com[196]
- 4º –  Sheila O'Malley, RogerEbert.com[196]
- 4º –  Sheri Linden, The Hollywood Reporter[229]
- 4º –  Tom Brook, Talking Movies[252]
- 5º –  David Edelstein, Vulture[235]
- 5º –  Derek Smith, Slant Magazine[209]
- 5º –  Justin Kroll, Variety[253]
- 6º –  Scott Feinberg, The Hollywood Reporter[254]
- 5º –  Tomris Laffly, RogerEbert.com[196]
- 6º –  Caroline Siede, The A.V. Club[208]
- 6º –  Collin Souter, RogerEbert.com[196]
- 6º –  Eli Glasner, CBC[255]
- 6º –  Eric Kohn, IndieWire[256]
- 6º –  Jon Frosch. The Hollywood Reporter[229]
- 6º –  Joshua Rothkopf, Time Out New York[257]
- 6º –  Stephanie Zacharek, Time[258]
- 6º –  Kyle Smith, National Review[259]
- 7º –  Marlow Stern, The Daily Beast[260]
- 8º –  Lindsey Bahr, Associated Press[250]
- 9º –  Brian Truitt, USA Today[261]
- 9º –  Eugene Hernandez, Film at Lincoln Center[262]
- 9º –  Max O'Connell, RogerEbert.com[196]
- 9º –  Peter Rainer, The Christian Science Monitor[263]
- 9º –  Richard Roeper, Chicago Sun-Times[264]
- 10º –  Ben Kenigsberg, RogerEbert.com[196]
- 10º –  Tom Gliatto, People magazine[265]

Top 10 (sem ranqueamento)
- Amy Kaufman, Los Angeles Times[266]
- Cameron Bailey, Toronto International Film Festival[262]
- James Verniere, Boston Herald[267]
- Joe Morgenstern, The Wall Street Journal[268]
- Dana Stevens, |Slate[269]
- Sheila Nevins, MTV Documentary Films[262]
- Stephen Rebello, Playboy[270]

Parasita também apareceu nas listas dos 10 melhores da década de muitos críticos, dentre eles:
- 1º –  Den of Geek[272]
- 1º –  Karen Han, Polygon[273]
- 2º –  Kevin O'Connor, The Ringer[274]
- 3º –  Amanda Dobbins, The Ringer[275]
- 3º –  Film School Rejects[276]
- 4º –  Norman Wilner, Now Magazine[277]
- 4º –  Sean P. Means, Salt Lake Tribune[278]
- 5º –  /Film[279]
- 5º –  Richard Lawson, Vanity Fair[280]
- 7º –  Gregory Ellwood, The Playlist[281]
- 8º –  Los Angeles Film Critics Association[282]
- 10º –  Chris Plante, Polygon[273]

No Metacritic, Parasita foi classificado como o melhor filme de 2019 e ficou em 7º lugar entre os filmes com maior pontuação da década. Desde 28 de dezembro de 2019 é o 41º filme com maior audiência de todos os tempos no site.